# New Jack City (colonna sonora)
Music From The Motion Picture New Jack City è l'album contenente la colonna sonora del film di Mario Van Peebles New Jack City, pubblicato nel 1991. L'album, prodotto dalla Giant Records attraverso la filiale Reprise Records, è distribuito dalla Warner Bros. Records, arriva al secondo posto nella Billboard 200 e resta per otto settimane al vertice della classifica dedicata ai dischi hip hop. La RIAA lo certifica disco di platino.
| Recensione       | Giudizio |
| ---------------- | -------- |
| AllMusic         | [ 1 ]    |
| Robert Christgau | A-       |

## Tracce
1. New Jack Hustler (Nino's Theme) (Ice-T) – 4:44
2. I'm Dreamin' (Christopher Williams) – 5:03
3. New Jack City (Guy) – 3:29
4. I'm Still Waiting (Johnny Gill) – 3:58
5. (There You Go) Tellin' Me No Again (Keith Sweat) – 5:03
6. Facts of Life (Danny Madden) – 4:13
7. For the Love of Money/Living for the City (Troop & LeVert featuring Queen Latifah) – 5:45
8. I Wanna Sex You Up (Color Me Badd) – 4:03
9. Lyrics 2 the Rhythm (Essence) – 4:06
10. Get It Together (Black Is a Force) (F.S. Effect) – 4:24
11. In the Dust (2 Live Crew) – 3:54

## Classifiche

### Classifiche settimanali
| Classifica (1991)         | Posizione raggiunta |
| ------------------------- | ------------------- |
| Stati Uniti               | 2                   |
| US Top R&B/Hip-Hop Albums | 1                   |

### Classifiche di fine anno
| Classifica (1991)         | Posizione raggiunta |
| ------------------------- | ------------------- |
| Stati Uniti               | 32                  |
| US Top R&B/Hip-Hop Albums | 16                  |